# Parc de Diagonal-Mar
Parc de Diagonal-Mar är en park i Spanien.   Den ligger i provinsen Província de Barcelona och regionen Katalonien, i den östra delen av landet, 500 km öster om huvudstaden Madrid. Parc de Diagonal-Mar ligger 2 meter över havet.
Terrängen runt Parc de Diagonal-Mar är platt söderut, men åt nordväst är den kuperad. Havet är nära Parc de Diagonal-Mar åt sydost. Närmaste större samhälle är Barcelona, 5,0 km väster om Parc de Diagonal-Mar. 